# Альфаро жив, чёрт побери!
«Альфаро жив, чёрт побери!» (исп. Alfaro Vive ¡Carajo!) — эквадорская леворадикальная организация городских партизан, созданная в 1983 г. в городе Эсмеральдас. Название получила в честь национального героя Эквадора Элоя Альфаро. Вооружённую борьбу прекратила после заключения с новым социал-демократическим правительством Родриго Борхи мирного договора в марте 1989 г., а в 1992 г. стала легальной политической партией.

## История
Основной своей целью организация считала борьбу с правым правительством Леона Фебреса Кордеро за развитие в стране демократии, социальной справедливости и независимой национальной экономики.
Первой акцией для привлечения к себе внимания AVC избрало нападение на музей и похищение мечей Элоя Альфаро 11 августа 1983 г.
В 1987 г. большинство членов организации были или арестованы правительством или убиты «эскадронами смерти». В октябре 1986 г. в Панаме агентами режима М. Норьеги схвачен и передан эквадорским спецслужбам руководитель и идеолог AVC Артуро Харрин, 26 октября того же года погибший в Эквадоре под зверскими пытками. Эти события расследует специальная комиссия, созданная при правительстве Р. Корреа в 2009 году.
Организация взаимодействовала также и с колумбийским Движением 19 апреля и перуанским Революционным движением имени Тупак Амару.